# 悪役令嬢なのでラスボスを飼ってみました
『悪役令嬢なのでラスボスを飼ってみました』（あくやくれいじょうなのでラスボスをかってみました）は、永瀬さらさによる日本のライトノベルおよびそれを原作としたメディアミックス作品。小説投稿サイト『小説家になろう』にて2017年5月12日より連載中。2017年9月1日より文庫版が『角川ビーンズ文庫』（KADOKAWA）にて刊行されている。2023年5月時点でシリーズ累計部数は130万部を突破している。
柚アンコ作画によるコミカライズ版が、『月刊コンプエース』（同社）2018年8月号（6月26日発売）から2019年10月号（8月26日発売）まで連載された。また、同誌にて2022年8月号（6月26日発売）より同年10月号（8月25日発売）まで番外編『悪役令嬢なのでラスボスを飼ってみました 〜Happily Ever After〜』が短期集中連載され、単行本は以前のコミカライズから通巻で、サブタイトルのみ記載して発売された。2022年10月から12月までテレビアニメが放送された。

## あらすじ
光り輝く夜会で、「君との婚約は破棄させてもらう」という思いがけない言葉が放たれた。そのショックを受けたアイリーン・ローレン・ドートリシュは、過去の記憶を取り戻したことによって、過去に夢中になっていた乙女系ゲーム『聖と魔と乙女のレガリア』にて、自身がヒロインの恋路を邪魔する悪役令嬢だったことを把握した。この記憶だと、アイリーンは雑に死亡してしまう破滅ルートへと行ってしまうだけになる。そのフラグの起点となるラスボスの魔王であるクロード・ジャンヌ・エルメイアを攻略し恋人にしてしまうことによって、フラグ回避が可能と考え、クロードに「結婚していただきたいの！」と宣言した。そんなアイリーンの旅のストーリーが動き出そうとする。

## 登場人物
乙女系ゲーム『聖と魔と乙女のレガリア』の登場キャラ。複数のキャラは第二部以降も引き続き出演する。
アイリーン・ローレン・ドートリシュ
声 - 高橋李依
本作の主人公。『聖と魔と乙女のレガリア』の悪役令嬢に転生した姿。エルメイア皇国のドートリシュ公爵家の一人娘。華やかな美人で明るい金髪で、青のドレスに茶ロングブーツ姿が多い。
元々のゲームではヒロイン（リリア）と魔王の戦いに巻き込まれてナレ死となる予定であり、アイリーンは破滅エンドを阻止すべくフラグ回避を続けていく。
クロード・ジャンヌ・エルメイア
声 - 梅原裕一郎、阿部菜摘子（幼少期）
魔王であり、エルメイア皇国の第一皇子。魔王の生まれかわりの証である赤い目を持って生まれた。感情によって周りの天候が左右される。
キース・エイグリッド
声 - 福山潤、泊明日菜（幼少期）
由緒正しき子爵家の次男。クロードとは幼馴染に当たる。セドリック攻略ルートにて魔物を密売したことに気づかれてしまい、激怒したクロードによって殺害されてしまう。
ベルゼビュート
声 - 小野友樹
魔物。クロードに心酔したことによって、服従を誓っている。クロードを赤子時代から保護しており、クロードのためであれば、どのような努力も惜しむことがない。
セドリック・ジャンヌ・エルメイア
声 - 増田俊樹、美坂朱音（幼少期）
エルメイア皇国の第二皇子。アイリーンの元婚約者。乙女系ゲーム『聖と魔と乙女のレガリア』の攻略対象の一人であり、クロードの異母弟でもある。
リリア・レインワーズ
声 - 花澤香菜
乙女系ゲーム『聖と魔と乙女のレガリア』の主人公であり、セドリックの婚約者でもある。普段から優しく、正義感もある少女。
その正体は転生者。優しさや正義感はリリアとしての演技であり、内心では「ここはゲームの世界」という先入観によって現実とゲームの区別がついておらず、自分の行動で死人が出ようと罪悪感を感じていない。セドリックの事も「つまらない」と見下している。
「聖剣の乙女」に覚醒すると白の戦闘ドレスに白いロングブーツ姿。
明らかに自分の知識と異なる行動をするアイリーンが転生者かどうか確認するため、セレナに手紙を送りゼームスの魔族化を間接的に操った。
上記で述べた前世は女子高校生で、平々凡々と過ごしていた。「こんな人生なんていらない」、そんな事を願っていた彼女は、たまたま交通事故で死亡した。その後、大好きなゲームの『聖と魔と乙女のレガリア』のヒロインとして、転生した。
アーモンド
声 - 杉田智和
魔王城の門番をしているカラス。名前はアーモンドクッキーが好きなことにちなんでアイリーンが勝手に名付けたもの。
「クッキーくれ」など人間の言葉も片言ではあるが話せる。空より情報収集、手紙の運搬等、多くの任務をこなす。仲間に魚や豚の魔物たちがいて一緒に城の修理などを手伝う。
リボン
声 - 小鹿なお
フェンリルの子供。名前はアイリーンが付けたもので、リボンが好きなことにちなむ。
クォーツ
声 - 宮崎遊
植物学者。あまり喋らない。
ジャスパー・バリエ
声 - 安元洋貴
ひとり新聞社の社長兼記者。キャスハンチ帽を被っている。
リュック
声 - 神尾晋一郎
薬剤師。白衣にループタイ。
ドニ
声 - 吉永拓斗
建築家。アホ毛のある小柄な少年。
アイザック・ロンパール
声 - 内田雄馬
アイリーンの同級生にして右腕的存在。三白眼で目つきがよくない。
マークス･カウエル
声 - 大塚剛央
アイリーンの幼馴染。
ルドルフ・ローレン・ドートリシュ公爵
声 - 土師孝也
アイリーンの父。温和そうな外見と口調に反し、娘に対してかなり辛辣。

### 学園編
いずれも『聖と魔と乙女のレガリア2』の登場キャラ。
アイリ・カールア
声 - 高橋李依
髪を短くしたアイリーンが男装して、ミルチェッタ公国のミーシャ学園で過ごす姿。
男装してもクロードにはすぐバレるため、更に太っちょの白いアヒルの着ぐるみで正体を隠す。
ゼームス・シャルル
声 - 斉藤壮馬
ミーシャ学園の生徒会長。『聖と魔と乙女のレガリア2』のラスボス。彼の魔族化を阻止するのが本来のミッションだった。
オーギュスト・ツェルム
声 - 畠中祐
同じく生徒会の副会長。『聖と魔と乙女のレガリア2』の攻略対象。
ウォルト・リザニス
声 - 豊永利行
生徒会の会計。同じく攻略対象。
カイル・エルフォード
声 - 小林千晃
生徒会に所属。同じく攻略対象。
セレナ・ジルベール
声 - 竹達彩奈
『聖と魔と乙女のレガリア2』の主人公（プレイヤー）。文通していた相手に唆されている節がある。
レイチェル・ダニス
声 - 村川梨衣
『聖と魔と乙女のレガリア2』の悪役令嬢。何故か悪役らしからぬ善良キャラになってしまっている。
ケーニヒ教授
声 - 興津和幸
ミーシャ学園の教師。

### 記憶喪失編
エレファス・レヴィ
声 - 内山昂輝
外伝『聖と魔と乙女のレガリア１ ファンディスク』のラスボス。
ララ・ジャンヌ・エルメイア
声 - かないみか
皇太后。クロードとセドリックの祖母。還暦すぎだが異様に若く見える。クロードを産んだ前王妃が嫌い。
ピエール・ジャンヌ・エルメイア
声 - 浜田賢二
皇帝。クロードとセドリックの父。母である皇太后の言いなりになっている。
レスター・クレイン
声 - 立花慎之介
『聖と魔と乙女のレガリア』の参謀キャラ。クレイン侯爵家の嫡男。
シュガー
厳密には挿話「アーモンド」に登場する。白いカラス。白い魚や白いオオカミの子が仲間に居る。

### 旅立ち編
いずれも『聖と魔と乙女のレガリア3』の登場キャラ。
バアル・シャー・アシュメール
アシュメール王国の聖王。『聖と魔と乙女のレガリア3』のラスボス。
ロクサネ・フスカ
バアルの王妃。『聖と魔と乙女のレガリア3』の悪役令嬢。
サーラ
神剣復活の鍵を握る娘。『聖と魔と乙女のレガリア3』のヒロイン。
アレス･アミール･アシュメイル
サーラの夫。『聖と魔と乙女のレガリア3』の攻略対象。

### ワルキューレ編
いずれも別の乙女ゲーム『魔槍のワルキューレ』の登場キャラ。
ヴィーカ・ツァーリ・キルヴァス
キルヴァス帝国の皇帝。『魔槍のワルキューレ』のラスボス。
カトレア・ツァーリ・キルヴァス
ヴィーカの姉。同じく『魔槍のワルキューレ』の悪役令嬢。
ディアナ・ネラソフ
ヴィーカの結婚相手。同ゲームのヒロイン。
エルンスト・ヘルケン・ドルフ
キルヴァス帝国の宰相。同じく攻略対象。

## 既刊一覧

### 小説
- 永瀬さらさ（著）・紫真依（イラスト）『悪役令嬢なのでラスボスを飼ってみました』KADOKAWA〈角川ビーンズ文庫〉、既刊11巻（2022年12月28日現在）
  1. 2017年9月1日初版発行（同日発売[16]）、ISBN 978-4-04106-036-0
  2. 2018年3月1日初版発行（同日発売[17]）、ISBN 978-4-04106-037-7
  3. 2018年9月1日初版発行（同日発売[18]）、ISBN 978-4-04107-258-5
  4. 2019年3月1日初版発行（同日発売[19]）、ISBN 978-4-04107-259-2
  5. 2019年7月1日初版発行（同日発売[20]）、ISBN 978-4-04108-267-6
  6. 2019年9月1日初版発行（同日発売[21]）、ISBN 978-4-04108-268-3
  7. 2020年1月1日初版発行（同日発売[22]）、ISBN 978-4-04108-962-0
  8. 2020年9月1日初版発行（同日発売[23]）、ISBN 978-4-04108-962-0
  9. 2021年10月1日初版発行（同日発売[24]）、ISBN 978-4-04111-863-4
  10. 2022年10月1日初版発行（9月30日発売[25]）、ISBN 978-4-04112-995-1
  11. 2023年1月1日初版発行（2022年12月28日発売[26]）、ISBN 978-4-04113-125-1

### 漫画
- 柚アンコ（漫画）、永瀬さらさ（原作）・紫真依（キャラクター原案）『悪役令嬢なのでラスボスを飼ってみました』KADOKAWA〈角川コミックス・エース〉、全4巻
  1. 2018年11月26日初版発行（11月24日発売[27]）、ISBN 978-4-04107-720-7
  2. 2019年6月26日初版発行（同日発売[28]）、ISBN 978-4-04108-347-5
  3. 2019年12月26日初版発行（同日発売[29]）、ISBN 978-4-04108-930-9
  4. 「〜Happily Ever After〜」2022年10月26日初版発行（同日発売[30]）、ISBN 978-4-04113-039-1

## テレビアニメ
2021年10月にアニメ化企画が進行中であることが発表され、2022年10月から12月まで毎日放送、TOKYO MXほかにて放送された。

### スタッフ
- 原作 - 永瀬さらさ[8]
- 原作イラスト - 紫真依[8]
- 監督 - 羽原久美子[8]
- シリーズ構成・脚本 - 猪原健太[8]
- メインキャラクターデザイン - 牧内ももこ[8]、小島えり[8]、大場優子[8]
- プロップデザイン - 兒玉ひかる、羽原久美子
- コンセプトデザイン - 枝松聖
- 美術監督 - 柴田聡[33]
- 色彩設計 - 渡辺亜紀[33]
- 撮影監督 - 野村雪菜[33]
- 3DCGディレクター - ディック小鹿原
- 編集 - 小守真由美
- 音響監督 - 亀山俊樹[33]
- 音楽 - 田渕夏海[8]、中村巴奈重[8]、櫻井美希[8]、青木沙也果[8]、佐久間奏[8]
- 音楽制作 - 日音[33]
- 音楽協力 - ミリカ・ミュージック[33]、日音[33]
- 音楽プロデューサー - 水田大介
- プロデューサー - 青井宏之、佐藤晴美、杉本美佳、曹聡、飯島美穂、佐藤圭介、金子広孝、福井詔雄
- アニメーションプロデューサー - 向井悠樹
- アニメーション制作 - MAHO FILM[8]
- 製作 - 悪ラス製作委員会2022

### 主題歌
「共感されなくてもいいじゃない」
高橋李依によるオープニングテーマ。作詞・作曲は永井葉子、編曲はTOPICS.LAB。
令和4年アニソン大賞では声優ソング賞を受賞した。
「ノミック」
ACCAMERによるエンディングテーマ。作詞・作曲・編曲は椎乃味醂。

### 各話リスト
| 話数   | サブタイトル                       | 絵コンテ     | 演出       | 作画監督 | 総作画監督                                                     | 初放送日       |
| ------ | ---------------------------------- | ------------ | ---------- | --- | -------------------------------------------------------------- | -------------- |
| 第1話  | 悪役令嬢の幕開け                   | 羽原久美子   | 羽原久美子 | 大久保富彦 出口花穂 大場優子 小島えり 大槻ちえ 杜伟峰 魏旭龍                                                                    | 出口花穂 大場優子 小島えり 牧内ももこ                          | 2022年 10月1日 |
| 第2話  | 悪役令嬢は敵も多いが手下も多い     | M.F.K        | 日下直義   | 大久保富彦 大場優子 関口雅浩 青木真理子 飯飼一幸 大槻ちえ 佐々木一浩 舛舘俊秀                                                   | 大場優子 牧内ももこ 舛舘俊秀                                   | 10月8日        |
| 第3話  | 悪役令嬢は強欲なので勝ちに行く     | 羽原久美子   | 大薮恭平   | 飯飼一幸 桜井木ノ実 南伸一郎 杜伟峰 魏旭龍 陈亮                                                                                 | 出口花穂                                                       | 10月15日       |
| 第4話  | 悪役令嬢はラスボスだって飼えるはず | 杉島邦久     | 神原敏昭   | 小倉恭平 | 大場優子 牧内ももこ 舛舘俊秀                                   | 10月22日       |
| 第5話  | 悪役令嬢は婚約者をだます           | M.F.K        | 日下直義   | 出口花穂 関口雅浩 佐々木一浩 津熊健徳                                                                                           | 出口花穂 小島えり 牧内ももこ                                   | 10月29日       |
| 第6話  | 悪役令嬢は悪を許さない             | 大薮恭平     | 大薮恭平   | 大久保富彦 大場優子 青木真理子 雨宮英雄 舛舘俊秀 山口光紀                                                                       | 大久保富彦 大場優子 舛舘俊秀                                   | 11月5日        |
| 第7話  | 悪役令嬢は出番を総取りする         | M.F.K        | 日下直義   | 出口花穂 佐々木一浩 | 出口花穂                                                       | 11月12日       |
| 第8話  | 悪役令嬢の悪事は暴かれる           | 杉島邦久     | 日下直義   | 大久保富彦 大場優子 青木真理子 青野厚司 飯飼一幸 佐々木一浩 津熊健徳 舛舘俊秀                                                   | 大久保富彦 大場優子 舛舘俊秀                                   | 11月19日       |
| 第9話  | 悪役令嬢のことは忘れた方がいい     | アミノテツロ | 寒竹清隆   | 飯飼一幸 桜井木ノ実 南伸一郎 杜伟峰 魏旭龍 陈亮                                                                                 | 出口花穂 牧内ももこ                                            | 11月26日       |
| 第10話 | 悪役令嬢の愛は届かない             | 杉島邦久     | 神原敏昭   | 小倉恭平 柳瀬譲二 | 大久保富彦 出口花穂 牧内ももこ 舛舘俊秀 古川博之 宮暁秀 相音光 | 12月3日        |
| 第11話 | いつだって悪役令嬢は断罪される     | M.F.K        | 日下直義   | 出口花穂 関口雅浩 佐々木一浩 古川博之 宮暁秀 相音光 GAKUYA                                                                      | 出口花穂 牧内ももこ                                            | 12月10日       |
| 第12話 | 悪役令嬢だって愛があれば主人公     | アミノテツロ | 日下直義   | 大久保富彦 出口花穂 大場優子 青木真理子 飯飼一幸 小島えり 佐々木一浩 西田美弥子 舛舘俊秀 南伸一郎 古川博之 宮暁秀 相音光 GAKUYA | 大久保富彦 出口花穂 大場優子 小島えり 舛舘俊秀                 | 12月17日       |

### 放送局
| 放送期間                 | 放送時間                     | 放送局   | 対象地域   | 備考                                        |
| ------------------------ | ---------------------------- | -------- | ---------- | ------------------------------------------- |
| 2022年10月1日 - 12月17日 | 土曜 22:30 - 23:00           | TOKYO MX | 東京都     | 製作参加                                    |
| 2022年10月2日 - 12月18日 | 日曜 2:38 - 3:08（土曜深夜） | 毎日放送 | 近畿広域圏 | 製作参加 / 『アニメシャワー』枠 第2部       |
| 2022年10月6日 - 12月22日 | 木曜 0:00 - 0:30（水曜深夜） | WOWOW    | 日本全域   | 製作参加 / BS/CS放送 / 『アニメプライム』枠 |
|                          | 木曜 23:30 - 金曜 0:00       | AT-X     | 日本全域   | CS放送 / 字幕放送 / リピート放送あり        |
| 2022年10月8日 - 12月24日 | 土曜 2:30 - 3:00（金曜深夜） | BS-TBS   | 日本全域   | BS放送                                      |

インターネットでは、2022年9月24日よりABEMAにて毎週土曜23時より地上波先行配信され、10月1日23時以降よりAmazon Prime Video、auスマートパスプレミアム、アニメ放題、バンダイチャンネル、dアニメストア、FOD、GYAO!ストア、ひかりTV、Hulu、J:COMオンデマンドメガパック、milplus、MBS動画イズム、U-NEXT、TELASA、WOWOWオンデマンド、Paravi、DMM動画、HAPPY!動画、music.jp、ニコニコチャンネル、Rakuten TV、ビデオマーケットにて順次配信される。

### 映像媒体
- 「悪役令嬢なのでラスボスを飼ってみました Blu-ray BOX」 - 2023年2月28日（火）発売[40]。